# Ейтор Маріньйо дос Сантос
Ейтор Маріньйо дос Сантос (порт. Heitor Marinho dos Santos, нар. 27 квітня 2000, Арасатуба) — бразильський футболіст, захисник угорського клубу «Дьєр». Виступав також за клуби «Греміо» та «Левадія».

## Ігрова кар'єра
Ейтор Маріньйо дос Сантос народився 2000 року в місті Арасатуба, та є вихованцем футбольної школи клубу «Греміо». У 2020 році Ейтор був переведений до основної команди клубу «Греміо», в якій виступав до 2023 року. Протягом 2023—2024 років бразильський захисник грав у складі естонського клубу «Левадія». З 2024 року Ейтор грає у складі угорського футбольного клубу.